# LG Prada 3.0

## 簡介
Prada Phone by LG 3.0是韓國樂金電子於2012年與世界精品品牌Prada一同推出的高階智慧型手機，這是他們繼LG Prada、LG Prada II後，再次攜手合作的產品。其特色是採用NOVA IPS+ LED的4.3英吋WVGA螢幕，並擁有一個800萬像素相機及LED閃光燈和130萬像素的前置鏡頭。內建Android 2.3 (Ginger Bread)，官方說法是可以在2012第二季得到Android 4.0 (Ice Cream Sandwich)，但如今還是有許多國家至今尚未升級Android 4.0。

## 設計
延續與Prada的合作關係，LG推出了第三代的Prada Phone by LG 3.0。這是這個系列的第三隻手機，也是第一隻搭載Android系統的智慧型手機。捨去了第二代的鍵盤，LG Prada 3.0將尺寸放大到4.3吋，並讓厚度降到8.5公厘，變成一台時尚的智慧型手機。背後的塑膠背蓋，為了呈現Prada的風格，使用仿Prada知名的Saffiano皮革壓紋。背後的Prada商標位在重點位置，而LG的商標則用很不明顯的陰刻放在下方，顯現出了Prada Phone "by LG" 3.0的意思：LG只是幫Prada製造和販售的廠商。

## 規格[3]

### 處理器
LG Prada 3.0使用一顆德州儀器（ OMAP 4430 1 GHz）的Cortex A-9雙核心CPU和PowerVR SGX540 GPU。

### 記憶體
LG Prada 3.0內建1GB的RAM和8GB的ROM。

### 相機
LG Prada 3.0有一個800萬像素的後相機及一個LED閃光燈並可以拍攝1080p的影片。前置鏡頭則是130萬像素。

### 系統
LG Prada 3.0使用Android 2.3 (Ginger Bread)系統。並可以升級到Android 4.0 (Ice Cream Sandwich)。而在Android系統上面，LG特製了一個介面來符合LG Prada 3.0的時尚感：全部黑白色調，並且有濃厚Prada風格的介面。